# Vee Two
Vee Two is een merk van motorfietsen van het Australisch bedrijf 
Vee Two Australia, gevestigd in Malaga, Perth in West-Australië. Het bedrijf van Brook Henry dat al in de jaren tachtig van de twintigste eeuw Ducati’s snel maakte en in 1997 specials ging bouwen op basis van Ducati-motoren. 
Brook Henry had in de 1960-1969 al enige ervaring met het sleutelen aan Ducati-motorfietsen opgedaan in de werkplaats van zijn broers in Nieuw-Zeeland. In 1976 verhuisde hij naar Perth (Australië), waar hij meteen een Ducati kocht. Vrijwel onmiddellijk ontdekte hij dat hier geen onderdelen verkrijgbaar waren, waardoor hij zelf een nieuw drijfstang-lager moest maken. Al snel kwamen andere inwoners van Perth bij hem als ze problemen met hun motorfietsen hadden. Na een bezoek aan de fabriek in Bologna en na twee jaar in Europa gewerkt te hebben begon hij zijn eigen motorzaak in Perth. In 1984 werd hij officieel Ducati-dealer. Hij was gespecialiseerd in de motoren met koningsas-aandrijving voor de nokkenassen.  Na de overname van Ducati door Cagiva ging de kwaliteit van deze verouderde onderdelen achteruit, waardoor hij besloot ze zelf te gaan maken. Uiteindelijk verkocht hij zijn dealerschap en begon zijn eigen bedrijf: Vee Two Australia. 
Vee Two maakt weliswaar motorfietsen met Ducati-motorblokken, maar het zijn eigen ontwerpen, waarvan de motoren ook geheel herzien zijn.